# Панас Василь Тимкович
Панас Василь Тимкович (Псевдо:«Сивий»; 14 січня 1923, с. Ульгівок, Равський повіт (тепер Томашівський повіт, Люблінське воєводство, Польща — 9 квітня 1949, с. Рясне Брюховицького р-ну (тепер — вул. Ряснянська у м. Львові)) — лицар Срібного хреста бойової заслуги УПА 2 класу, районний провідник Брюховиччини. 

## Життєпис
Народився у сім'ї селян Тимка та Марти Панас. Освіта — 4 класи народної школи. Активно працював при місцевому осередку «Просвіти». 
Вояк німецької охоронної поліції («Шуцманшафт»; 1941—1943). Член місцевого районного проводу ОУН (1943 — поч. 1944). В лавах збройного підпілля ОУН із початку 1944 року. Стрілець боївки самооборони (поч. 1944), сотні УПА «Морозенка» (?-05.1944), командир рою сотні УПА «Галайда» (05.1944 — літо 1944), командир чоти сотні УПА «Галайда І» к-ра Василя Василяшка — «Перемоги» (осінь 1944 — 03.1945). 
22.03.1945 року у бою з облавниками біля с. Зіболки Жовківського р-ну був поранений, а вилікувавшись, повернувся в лави УПА. Командир сотні УПА «Галайда ІІ» (кін. 06.1945 — 08.1945). Влітку 1945 року вдруге був поранений, а після одужання перебував у розпорядженні командування Сокальського тактичного відтинку. Заступник командира сотні «Кочовики» (01.1946-05.1946), командир сотні УПА «Галайда ІІ» (25.05.1946 — літо 1946). 
Після демобілізації відділу діяв у складі збройного підпілля ОУН. Військовий референт Жовківського надрайонного проводу ОУН (літо 1946 — поч. 1947), член районного проводу ОУН на Жовківщині (весна 1947), керівник Брюховицького районного проводу ОУН (?-08.1947). За час перебування в УПА двічі був поранений (22.03.1945, 08.1945). Булавний (?), старший булавний (1.01.1946), хорунжий (22.01.1946) УПА.
Загинув у бою з опергрупою МДБ при спробі прорватися з блокованого будинку жителя с. Рясне Антона Яніцького. Тіло загиблого забране у Брюховичі. Місце поховання не відоме.

## Нагороди
Двічі відзначений Срібним хрестом бойової заслуги 2 класу (15.02.1946 за бій 22.03.1945 року під Зіболками Жовківського р-ну та бойове поранення, 15.10.1949).
Керівництвом Жовківського надрайону 19 березня 1950 року В. Панас був представлений на підвищення до поручника та до відзначення Срібним Хрестом бойової заслуги 1 класу. Рішення командування УПА у цій справі наразі невідоме.

## Вшанування пам'яті
На місці загибелі 1992 року встановлено хрест, а протягом 1996—1999 років насипано могилу i встановлено пам’ятник, який відкрили 24 серпня 1999 року. Щорічно 9 квітня та 14 жовтня біля пам’ятника збирається місцева громада, щоб згадати полеглих повстанців. 
На його честь названо вулицю у львівському мікрорайоні Рясне (вул. Сотника Панаса).